# Phlyctaina lysis
Phlyctaina lysis är en fjärilsart som beskrevs av Druce 1891. Phlyctaina lysis ingår i släktet Phlyctaina och familjen nattflyn. Inga underarter finns listade i Catalogue of Life.